# Cordis
CORDIS, Gemenskapens informationstjänst för forskning och utveckling, är en informationsresurs som endast är till för europeiska forsknings- och utvecklingsverksamheter. CORDIS är den officiella informationskällan för publicering av alla förslag enligt ¨Sjunde ramprogrammet för forskning och teknisk utveckling (FP7). CORDIS handhas av Byrån för Europeiska gemenskapernas officiella publikationer (Publikationsbyrån), Europeiska gemenskapernas förlag.

## CORDIS mål
1. Att underlätta deltagande i Europeiska gemenskapernas forskningsverksamheter.
2. Att förbättra utnyttjandet av forskningsresultat samtidigt som man fokuserar på sektorer som är viktiga för Europas konkurrenskraft.
3. Att främja spridningen av kunskap för att stärka företags innovativa kapacitet, särskilt genom att publicera resultaten av EU-finansierad forskning som genomförts genom successiva ramprogram och samhällets åtagande av nya tekniker.

CORDIS är en av de största informationsportalerna i Europa när det gäller spridning av FoU och ger tillgång till ett brett informationsurval om forskning inom EU. Portalen innehåller bl.a.
- ungefär 230 000 webbsidor ordnade i mer än 180 webbtjänster,
- tio uppdaterade databaser med över 300 000 register plus ytterligare databaser och relaterade tjänster,
- omkring 50 000 dokument som kan laddas ner,
- omfattande vägledning om användning och ett antal avancerade sökfunktioner, bl.a. automatiska e-postmeddelande, som gör att användare automatiskt får meddelanden om uppdateringar av informationstillgångar.